# پاترز هیل (کارولینای شمالی)
پاترز هیل (به انگلیسی: Potters Hill) محدوده ثبت‌نشده‌ای در ایالت کارولینای شمالی کشور ایالات متحده آمریکا است که جمعیت آن در سرشماری سال ۲۰۱۰ میلادی، ۴۸۱ نفر بوده‌است.